# GMWE Nr. 7 und 8
Die GMWE Nr. 7–8 waren zwei vierfach gekuppelte Tenderlokomotiven der Gera-Meuselwitz-Wuitzer Eisenbahn (GMWE).

## Geschichte
Zur Verstärkung ihres Lokomotivparkes beschafften die GMWE 1922 zwei Heißdampflokomotiven von Borsig.
Diese Lokomotiven wurden am 1. April 1949 auch von der Deutschen Reichsbahn übernommen und mit den Nummern 99 5911 und 5912 eingereiht.
Beide Lokomotiven waren bis 1969 im Einsatz.
Die erste wurde als Heizlok an den VEB Meliorationsbau Karl-Marx-Stadt verkauft und 1973 verschrottet.
Die zweite wurde 1970 noch zum Rangieren in Wuitz-Mumsdorf verwendet, anschließend z-gestellt und 1975 verschrottet.

## Technische Merkmale
Die Lokomotiven waren die ersten Heißdampflokomotiven der Bahn. Für Schmalspurloks hatten sie einen recht voluminösen Kessel.
Sie verfügten über eine Heusingersteuerung, die 1960 bzw. 1961 auf Trofimoff-Schieber umgebaut wurde.
Die Treibstange wirkte auf die dritte Achse.
Bei Beschaffung waren die Lokomotiven mit einer Görlitzer Gewichtsbremse ausgerüstet, die 1929 auf eine Knorr-Druckluftbremse umgerüstet wurde.
Der Wasservorrat war zu beiden Seiten des Kessels untergebracht, die Kohlen auf der Rückseite des Führerhauses.
Die Lokomotiven verfügten außer der Balancierhebelkupplung auch noch über einen Stoßbalken, um normalspurige Wagen verschieben zu können.

## Fußnote
1. ↑  Termin der Verstaatlichung fast aller Privatbahnen in der DDR